# والری کیچین
والری کیچین (روسی: Валерий Сергеевич Кичин؛ زادهٔ ۱۲ اکتبر ۱۹۹۲) بازیکن فوتبال اهل قرقیزستان است.
از باشگاه‌هایی که در آن بازی کرده‌است می‌توان به باشگاه فوتبال دینامو مینسک، باشگاه فوتبال تیومن، باشگاه فوتبال آنژی مخاچ‌قلعه، باشگاه فوتبال دوردوی بیشکک، باشگاه فوتبال ولگا نیژنی نووگورود، و باشگاه فوتبال اوفا اشاره کرد.
وی همچنین در تیم ملی فوتبال قرقیزستان بازی کرده‌است.